# 塚谷晃弘
塚谷 晃弘（つかたに あきひろ、1919年3月16日 - 1995年10月13日）は、日本の経済学者・作曲家。経済学博士。國學院大學名誉教授。戸籍名、塚谷博通。

## 経歴

### 生い立ち
東京府本郷区湯島にて、鉄道照明機工場経営者の長男として生まれる。豊島師範附属小学校（現在の東京学芸大学附属小金井小学校）から武蔵高等学校 (旧制)尋常科・同高等科文科甲類を1937年に卒業。この間、14歳のとき母からピアノの手ほどきを受け、16歳で塚谷留太（国立音楽大学講師）からヴァイオリンを習い、旧制高校在学中から鯨井孝に師事、声楽を約2年間習う。
1938年、東京帝国大学経済学部入学。東大時代は同校の管弦楽団で1年間コントラバスを演奏。大学2年のとき友人北園克衛と石田一郎の勧めにより独立作曲家協会に参加。大学在学中から諸井三郎に作曲を師事し、1939年、ピアノ曲『7つのバガテル』『オデレッタ』を作曲初演。1940年、『フルート小奏鳴曲』やピアノ曲『3つの緩い短い前奏曲』を発表。

### 経済学者として
1941年4月、東大を卒業し東亜研究所の研究員になる。1942年4月に応召、陸軍兵卒として北支に8ヶ月従軍。復員後、軍属として4年間勤務。1945年の敗戦まで経済調査事務に従事。1946年5月、日本歯科医学校専門学校の講師に就任。1947年10月、同校教授になる。成蹊大学や國學院大學の講師をも兼任し、1951年4月、國學院大學政治部助教授。1953年6月、國學院大學政治経済学部教授。1960年4月、滝川政次郎や樋口清之たちと社会経済史研究所を結成。1964年2月から同年9月にかけて滞米し、スタンフォード大学に留学、南カリフォルニア大学で講演。1985年1月「近代日本経済思想史研究」で國學院大學経済学博士。1988年3月、國學院大學を定年退職。

### 作曲家として
作曲家としては1949年に「新作曲派協会」を清瀬保二や松平頼則らと結成。1950年、NHK25周年記念管弦楽曲懸賞に応募し交響組曲『祭典』で佳作入選。1951年から高田三郎にオーケストラの指揮法を師事。同年から舞踊音楽の作曲も始め、『黒い沼』で舞踊家関矢幸雄と共に高松宮賞を受賞。作品に「3楽章のバレエ音楽」、代表作の「弦楽と打楽器のための組曲」、「無伴奏チェロのための2章」などがある。
國學院大學フォイエルコール混声合唱団の顧問を務めた。多くの自作合唱曲が同団によって初演されている。
1995年、心不全で死去。
なお、音楽之友社取締役執行役員（2015年現在）の塚谷夏生は実娘。

## 主要作品

### 管弦楽
- 弦楽と打楽器のための組曲

### 室内楽・器楽
- 金管のための音楽
- 無伴奏チェロのための2章
- フルートのための小品
- ギターソロのための三章
- ギターのための四つのやさしい小曲
- ソナチネ（ピアノ）
- 5つのやさしい小品（ピアノ）
- 瞑想とバラード（ピアノ）
- ピアノのための作品No. 1
- ピアノのための作品No. 2
- 無伴奏オーボエ曲集

### 歌曲
- 予感
- 冬
- 田園小景
- 夏の点描
- 想い
- 花のいのち

### 合唱曲
- 三つの歌（混声合唱）
- 聖母賛歌（女声合唱、ピアノ）
- 道化男の秋の唄（男声合唱、ピアノ）
- 混声合唱のための「匂いの組曲」（混声合唱、ピアノ）
- 合唱組曲「春・秋」（混声合唱）

## 著作
- 『私たちの生活と音楽 社会科叢書』開隆堂出版株式会社　1949
- 『現代の音楽――塚谷晃弘音楽論集』宝文館、1953年
- 『レコードできく音楽史』角川新書、1956年
- 『ストラヴィンスキー』弘文堂　1957　アテネ文庫
- 『近代日本経済思想史研究』弘文堂　1960　のち雄山閣
- 『日本経済史概論』税務経理協会　1966
- 『谷崎潤一郎 その妖術とミステリー性』沖積舎　1991　作家論叢書

### 共著
- 『日本史の研究』笠原一男共著　東雲堂　1951
- 『経済史概説』永田正臣共著　駿河台出版社　1953
- 『経済史概説』泉倭雄,永田正臣共著　協同出版　1961
- （益井邦夫）『関東の陶磁』雄山閣出版、1973年
- 『北海道の陶磁箱館焼とその周辺』益井邦夫共著　雄山閣　1976　陶磁選書
- 『平賀源内 その行動と思想』益井邦夫共著　評論社　1979　日本人の行動と思想

### 編著
- 『如何に聴くべきか――古典から現代まで』音楽之友社新書、1954年
- 『二十世紀の音楽――作曲家と作品』音楽之友社新書、1954年
- 『音楽と人生』池田書店、1968年　新教養選書

### 共編著
- 『日本伝統産業史の研究』益井邦夫共編　雄山閣、1972
- （田村進・上野晃共編）クラシック音楽事典　雄山閣出版、1987年

### 翻訳
- アーノルド・トインビー『英国産業革命史』永田正臣共訳　邦光堂、1951
- シャルル・ジイド『経済学入門 若き人々のために』泉倭雄共訳　1953　創元文庫　のち角川文庫
- A.バートン『世界史入門』1953　創元文庫　のち角川文庫
- アーロン・コープランド『現代音楽入門』音楽之友社・音楽新書、1957
- モーリス・ドッブ『ドッブ経済学教程』鈴木宗太郎共訳 関書院出版 1957
- アルテュール・オネッゲル『音楽論』昭森社　1961　20世紀芸術叢書
- コープランド『音楽とイマジネーション』昭森社　1962　二〇世紀芸術叢書
- Ch.M.ビドール『近代管弦楽法』全音楽譜出版社　1962　全音叢書
- エル・ア・レオンチェフ『経済学とは何か』鈴木綜太郎共訳　邦光書房　1962
- W.カニンガム『イギリス資本主義発達史』邦光書房　1963
- コープランド『作曲家から聴衆へ 音楽入門』音楽之友社、1965
- オネゲル『化石への呪文』カワイ楽譜　1971
- 『ストラヴィンスキー自伝 付・その生涯と作品』カワイ楽譜 1972
- ハンス・ヴェルナー・ヘンツェ『音楽と創造』音楽之友社、1983
- ヴォーン・ウィリアムス『民族音楽論』雄山閣出版　1984

### 校注
- 本多利明 経世秘策,西域物語,交易論『日本思想大系』岩波書店、1970年